# The Hamburg Tapes
The Hamburg Tapes è il primo album live dei Gotthard pubblicato per l'etichetta discografica BMG. L'album è stato registrato il 22 aprile 1995 alla Markthalle di Amburgo, ma diffuso ufficialmente l'anno successivo solo sul mercato asiatico.

## Tracce
(Tutte le canzoni sono state scritte da Steve Lee, Leo Leoni e Chris von Rohr tranne dove indicato.)
1. In the name - 5:24
2. I'm Your Travellin' Man (Andris/Meyer/Jamison) 6:42
3. Mountain Mama - 4:36
4. The Mighty Quinn - (Dylan) 5:06 (Manfred Mann Cover)
5. Hole In One - 8:53

## Membri del gruppo
- Steve Lee - voce
- Leo Leoni - chitarra
- Mandy Meyer - chitarra
- Marc Lynn - basso
- Hena Habegger - batteria
- Neil Otupacca - tastiere